# Spitalhof (Weitnau)
Spitalhof ist ein Gemeindeteil der Marktgemeinde Weitnau im bayerisch-schwäbischen Landkreis Oberallgäu.

## Geographie
Die Einöde liegt circa drei Kilometer nördlich des Hauptorts Weitnau und circa zwei Kilometer südwestlich von Wengen. Nördlich der Ortschaft fließt die Wengener Argen. 

## Ortsname
Der Ortsname steht für ein Krankenhaus bzw. Pflegehaus.

## Geschichte
Südlich der Ortschaft verlief in der Antike die Römerstraße Kempten–Bregenz. Die Spitalgründung fand im Jahr 1530 durch Wilhelm von Waldburg statt und es diente als Armen-, Pflege- und Krankenhaus. Der Ort an sich wurde erstmals im Jahr 1812 als Spitalhaus erwähnt. Spitalhof gehörte einst der Gemeinde Wengen an, die 1972 nach Weitnau eingemeindet wurde.

### Spitalhaus
Das heutige Gebäude des Spitalhauses wurde im Jahr 1712 unter Einbeziehung von Teilen des Vorgängerspitals errichtet. Zwischen 1748 und 1762 wurde das Spital teilweise für Wohnungen der Spitaler Glashütte genutzt. Das heutige Gebäude ist ein zweigeschossiger, langgestreckter Bau mit steilem Satteldach und eingebauter Hauskapelle aus dem 18. Jahrhundert.

## Baudenkmäler
- Siehe: Liste der Baudenkmäler in Spitalhof